# Macintosh IIcx
A Macintosh IIcx asztali számítógépet az Apple gyártotta és forgalmazta 1989. március 7. és 1991 március 11. között 24 hónapon keresztül. A Macintosh IIcx a Macintosh II számítógép-családba tartozott.

## Története
A Macintosh IIx megjelenése után fél év telt el, mire az Apple 1989-ben bemutatta a Macintosh IIcx-et. Annak ellenére, hogy nagymértékben hasonlított az IIx-re, és ugyanolyan teljesítményt nyújtott, az IIcx csendesebb volt a kisebb tápegységen lévő halkabb ventilátor miatt, mint elődje. A dizájnt is sokkal kompaktabbá tették a NuBus bővítőhelyek számának hatról háromra való csökkentésével. Az új ház volt az első Apple ház, amelyet akár fektetve, akár állítva lehetett használni, ezt örökölte a IIci és a Quadra 700. A felállítást az Apple vezérigazgatója, John Sculley javasolta, akinek az asztalán fogytán volt a hely. A modell nevében – IIcx – a "c" a kompaktot jelentette, az x pedig a 68030-as processzort jelentette. Az 1 MB RAM-mal, 1,44 MB SuperDrive-val és 40 MB merevlemezzel szerelt gépet 5370 dollárba került.
A felhasználók azért kedvelték a Macintosh IIcx-et, mert alkatrészei és elemei – például a RAM, a NuBus bővítőhelyek és a tápegység – csavarok nélkül pattantak a helyükre. Volt egy központi biztonsági csavar, amely összefogta a szerelvényt, amit ha egyszer eltávolítottak, ritkán csavarták vissza. Az IIcx bemutatásakor Jean-Louis Gassee a közönség előtt összerakott össze egy gépet az alkatrészekből. A felhasználók üdvözölték a moduláris felépítést, amely olcsóbbá tette az építést, könnyebbé a javítást. Ezt a modellt a Macintosh IIci váltotta, amely ugyanazt a házat használta. Ez volt az első ház, amelyet az Apple Industrial Design Group tervezett, bár a SnowWhite tervezési nyelvet használta. Ez volt az eddigi formatervezési csapattal, a Frog Designnal való szakítás első lépése.

## Technikai leírás
A bézs színű gép súlya 6,2 kg, magassága 140 mm, szélessége 302 mm és mélysége 366 mm volt. A IIcx számítógépet egymagos 16 MHz-es Motorola 68030 processzor vezérelte (L1 cache: 0,25kB), a rendszerbusz 16 MHz-en működött. A teljesítményt Motorola 68882 FPU co-processzor növelte. Az adatokat a 40MB belső merevlemezre lehetett elmenteni. Külső adattárolási lehetőséget az 1,44-es hajlékonylemez meghajtó (floppy-drive) kínált. A gépet System 6.0.3 operációs rendszerrel szállította az Apple. A gépet beépített memória nélkül gyártották, maximálisan 128MB (120ns) kezelésére volt képes a gyári specifikáció szerint, a bővítéshez 8 hely (slot) állt rendelkezésre. A számítógépnek nem volt saját kijelzője.  Csatlakozók: két ADB, két soros port, egy DB-25 SCSI-hoz, egy DB-19 a hajlékonylemez meghajtónak, egy 3,5 mm-es jack audió kimenet. A gép bővíthetőségét szolgálta három NuBus bővítőhely. Külső SCSI merevlemez csatlakoztatására is volt lehetőség.

## A számítógép adatai
A táblázat nem tartalmazza az összes műszaki paramétert. Az egyes modelleknél a bemutatáskor érvényes adatokat soroljuk fel, a későbbi frissítéseket nem. Az eszköz technikai paraméterei a MacTracker alkalmazásból származnak.
| Gép nevebemutatva kivezetve      | Méretmagasság szélesség mélység súlySzín | Processzorprocesszor órajel, mag L1 és L2 cache társprocesszor | Háttértármerevlemezkülső adathordozó | Eredeti operációs rendszer | Memóriaalap max. @sebességhely     | Kijelzőmérete felbontása | Grafikakártyamemória kimenet | CsatlakozókEthernet, ADB, soros, SCSI, párhuzamos, FDD, kijelző, hang be/ki, belső mikrofon, hangszóró | Bővíthetőségkártyahelybelső öbölkülső csatlakozó |
| -------------------------------- | ---------------------------------------- | -------------------------------------------------------------- | ------------------------------------ | -------------------------- | ---------------------------------- | ------------------------ | ---------------------------- | --- | ------------------------------------------------ |
| IIcx1989 márc. 7. 1991 márc. 11. | 140 mm 302 mm 366 mm 6,2 kg bézs         | Motorola 68030 @16 MHz és 1 mag L1 0,25kB, Motorola 68882 FPU  | 40MB HDD 1,44 floppy                 | System 6.0.3               | nincs alap max: 128MB @120ns8 hely | nincs kijelző            |                              | * 2 ADB * 2 soros * 1 D–25 (SCSI) * 1 DB–19 külső FDD * 1 3,5 jack audió ki * beépített hangszóró      | * 3 NuBus* SCSI (külső)                          |

## Macintosh II számítógépek az időben
| A Macintosh II számítógépek idővonalon |
| --- |
| A színek kezdete a bemutató időpontja, a forgalmazás több esetben is hónapokkal később kezdődött. Megeshet, hogy egy csík végét kitakarja egy másik csík eleje. Előfordul, hogy a gyártás befejezését követően még egy ideig forgalomban marad a gép adott verziója. |